# مسجد محمد الألفي
مسجد الشيخ محمد الألفي من مساجد بغداد الأثرية القديمة التي بنيت قبل حوالي 250 عاما، ويقع في جانب الرصافة بالقرب من الحضرة القادرية، في محلة الصدرية بين الأزقة وفيهِ مرقد الشيخ محمد الألفي، ولقد كان الشيخ الألفي رجلاً تقيا زاهداً، وأشار إليه الرحالة الدمشقي مصطفى الصديق عام 1139 هـ/1726م، عند زيارتهِ لمدينة بغداد، وأجريت أعمال الصيانة لمبنى المسجد في بداية عقد الثمانينيات من القرن العشرين، من قبل بعض المحسنين، وتعلو المبنى قبة خضراء اللون صغيرة الحجم.
وتبلغ مساحة المسجد 1250م2 تقريباً، ويحتوي على مصلى يتسع لأكثر من 150 مصل، وتقام فيهِ حالياً الصلوات الخمس. والجامع مستلم من قبل ديوان الوقف السني في العراق وحالته مضبوطة.